# Братська могила бійців Червоної армії та пам'ятний знак воїнам-землякам (Карпилівка)

## Історія
46 жителів села Карпилівка воювал у лавах Червоної армії, з них 30 загинули на фронтах. За бойові заслуги 13 односельців нагороджені орденами та медалями СРСР. 15 квітня 1944 року в с. Карпилівка у бою з куренем УПА під командуванням  "Кватиренка" загинуло троє солдатів 267 стрілецького полку Внутрішніх військ НКВС. Вони були поховані на території села біля школи.
В 1966 р. останки загиблих було перезахоронено до братської могили в центрі села.
У 1967 р. за рівшенням виконкому Карпилівської сільської ради від 25 листопада 1967 р. на братській могилі встановлено пам'ятний знак загиблим біцям Червоної армії та воїнам-землякам, які загинули в роки другої Світової війни.

## Взяття на облік
Даний об'єкт культурної спадщини взято на державний облік та під державну охорону від 17 лютого 1970 р.  рішенням № 102 Ровенського обласного виконкому депутатів трудящих

## Опис об'єкта
На трьохступінчатому постаменті встановлено обеліск у формі чотириступінчатої піраміди, увінчаний ліпниною з рослинною орнаментикою. В центральній частині обеліска висічено слова:
```
                       
"ВІЧНА СЛАВА ВОЇНАМ ЯКІ ЗАГИНУЛИ В РОКИ ВЕЛИКОЇ ВІТЧИЗНЯНОЇ ВІЙНИ"
```

нпижче, на третій ступені піраміди нанесені прізвища 3-х бійців Червоної армії, які поховані у братській могилі. Біля підніжжя пам'ятника встановлена меморіальна дошка з прізвищами 22-х загиблих воїнів-земляків. Внизу дошки напис: 
```
                                   
"Ніхто не забутий, ніщо не забуто"
```

У братській могилі поховані : сержант Яретик Василь Германович, рядові: Павлюченко Сергій ВАсильович, Старцев Юрій Миколайович.  
```
Розміри: обеліск - 2,75 м;
         постамент - 0,77 м;
         меморіальна дошка - 0,40 х 0,80 м.
```